# 1881 dans le catholicisme
Chronologie du catholicisme
- 1877
- 1878
- 1879
- 1880
- 1881
- 1882
- 1883
- 1884
- 1885

Cet article présente les faits marquants de l'année 1881 dans le catholicisme.

## Évènements
- 28 au 30 juin : 1er Congrès eucharistique international à Lille.
- 29 juin : Encyclique Diuturnum illud (it) de Léon XIII sur l'origine du pouvoir civil
- 13 août : Encyclique Licet Multa de Léon XIII sur les catholiques en Belgique
- 8 décembre : Canonisation de Saint Laurent de Brindes.
- 8 décembre : Canonisation de Saint Benoît-Joseph Labre.

## Naissances
- 8 janvier : Bienheureuse Maria Sagrario de Saint Louis de Gonzague, religieuse et martyre espagnole († 15 août 1936)
- 19 janvier : Albert Levame, prélat monégasque, diplomate du Saint-Siège et archevêque titulaire de Chersenèse-en-Zechie (de) († 5 décembre 1958)
- 23 février : Saint Titus Brandsma, prêtre carme, journaliste, enseignant et martyr néerlandais mort à Dachau († 26 juillet 1942)
- 15 mars : Henri de Genouillac, prêtre, épigraphiste et archéologue français, spécialiste en assyriologie († 20 novembre 1940)
- 2 avril : Georges Jacquin, prélat français, évêque de Moulins († 25 avril 1956)
- 8 avril : Augustin Auffray, prêtre salésien et homme de lettres français († 29 juillet 1955)
- 18 avril : Bienheureux Isidore De Loor, frère passioniste belge († 6 octobre 1916)
- 1er mai : Pierre Teilhard de Chardin, prêtre jésuite français, paléontologue, théologien et philosophe († 10 avril 1955)
- 2 mai : Ernest Perrier, homme politique suisse devenu moine bénédictin († 25 avril 1958)
- 23 mai : Ludwig Kaas, prêtre et homme politique allemand († 15 avril 1952)
- 28 mai : Augustin Bea, cardinal allemand de la Curie, précédemment évêque titulaire de Germania-en-Numidie (de) († 16 novembre 1968)
- 25 juin : Ernesto Buonaiuti, prêtre, historien, philosophe et théologien italien († 20 avril 1946)
- 25 juin : Cyril Jean Zohrabian, prêtre catholique turc arménien († 20 septembre 1972)
- 5 juillet : August Hlond, cardinal et vénérable polonais, archevêque de Gniezno et de Varsovie († 22 octobre 1948)
- 29 juillet : Paul Couturier, prêtre français, pionnier de l’œcuménisme († 24 mars 1953)
- 1er août : Georges Rocal, prêtre et historien français († 30 juillet 1967)
- 9 août : Joseph Otto Kolb, prélat allemand, archevêque de Bamberg, précédemment évêque titulaire de Velicia (de) († 29 mars 1955)
- 10 août : Antoine Mostaert, prêtre, orientaliste, mongoliste, philologue et missionnaire belge en Chine († 2 juin 1971)
- 21 août : Bienheureuse Maria Antonina Kratochwil, religieuse polonaise, martyre du nazisme († 2 octobre 1942)
- 9 septembre : Bienheureuse Angèle Salawa, laïque polonaise († 12 mars 1922)
- 18 septembre : Jean-Marie Blois, prélat et missionnaire français, archevêque de Shenyang († 18 mai 1946)
- 24 septembre : Stephen Brown, prêtre jésuite, écrivain et bibliothécaire irlandais († 8 mai 1962)
- 5 octobre : Bienheureux François Pianzola, prêtre et fondateur italien († 4 juin 1943)
- 4 novembre : Carlo Chiarlo, cardinal italien de la Curie, précédemment diplomate du Saint-Siège et archevêque titulaire d'Amida (de) († 21 janvier 1964)
- 11 novembre : Jean-Baptiste Rouvière, prêtre français, missionnaire français († 1913)
- 14 novembre : Giulio Bevilacqua, cardinal italien, précédemment archevêque titulaire de Gaudiaba (de) († 6 mai 1965)
- 25 novembre : Angelo Giuseppe Roncalli, futur pape Jean XXIII († 3 juin 1963)
- 26 novembre : Gaetano Cicognani, cardinal italien de la Curie, précédemment diplomate du Saint-Siège et archevêque titulaire d'Ancyre (de) († 5 février 1962)
- 7 décembre : Bienheureuse Maria Pia Mastena, religieuse italienne, fondatrice des Sœurs de la Sainte Face († 28 juin 1951)
- 27 décembre : Bienheureuse Marie Thérèse Fasce, religieuse et abbesse italienne († 18 janvier 1947)

## Décès
- 3 janvier : René-François Régnier, cardinal français, archevêque de Cambrai (° 17 juillet 1794)
- 27 janvier : Johann Baptist Rudolph Kutschker, cardinal autrichien, archevêque de Vienne (° 11 avril 1810)
- 26 février : Charles-Félix Cazeau, prêtre canadien (° 24 décembre 1807)
- 28 mars : Jules Emmanuel Ravinet, prélat français, évêque de Troyes (° 4 avril 1801)
- 28 avril : Manuel Garcia Gil, cardinal espagnol, archevêque de Saragosse (° 14 mars 1802)
- 30 avril : Bienheureuse Pauline von Mallinckrodt, religieuse allemande, fondatrice des Sœurs de la charité chrétienne (° 3 juin 1817)
- 8 mai : Jean-Hippolyte Michon, prêtre et érudit français (° 21 novembre 1806)
- 9 juin : Louis-Gaston de Ségur, prélat, diplomate, écrivain et apologète français (° 15 avril 1820)
- 17 août : Bienheureuse Élisabeth Turgeon, religieuse canadienne, fondatrice des Sœurs de Notre-Dame du Saint-Rosaire (° 7 février 1840)
- 9 septembre : Jean-Baptiste Brieux, prêtre français, missionnaire au Tibet, assassiné (° 6 février 1845)
- 6 octobre : Vincenzo Moretti, cardinal italien, archevêque de Ravenne (° 14 novembre 1815)
- 28 octobre : Prospero Caterini, cardinal italien de la Curie (° 15 octobre 1795)
- 5 novembre : Pietro Gianelli, cardinal italien de la Curie, précédemment archevêque titulaire de Sardes (de) (° 11 août 1807)
- 12 novembre : Justin Paulinier, prélat français, archevêque de Besançon (° 29 janvier 1815)
- 27 novembre : Edouard-Eugène Delgove, prêtre et historien français (° 27 octobre 1815)
- 30 novembre : Edoardo Borromeo, cardinal italien de la Curie, également archevêque titulaire d'Adana (de) (° 3 août 1822)
- 1er décembre : Charles-Frédéric Rousselet, prélat français, évêque de Séez (° 15 septembre 1795)